# Louis Creek
Louis Creek est un établissement humain situé dans la province de la Colombie-Britannique, dans le sud-est.